# Dasyatis dipterura
Espèce
Statut de conservation UICN

 DD  : Données insuffisantes
Dasyatis dipterura est une espèce de raies.